# Edmond Zhulali
Edmond Zhulali (* am 1. Oktober 1960 in Peshkopia) ist ein albanischer Komponist, Musikproduzent und Dozent. Gemeinsam mit Agim Doçi schrieb er den Debutbeitrag für Albanien beim Eurovision Song Contest.

## Werdegang
Zhulali wurde 1960 in Peshkopia geboren. Seine Eltern stammten ursprünglich aus Gjirokastra und hatten sechs weitere Kinder. Ab 1983 studierte er an der Akademie der Künste Tirana Musik mit Schwerpunkt Trompete. Von 1984 bis 1992 war er Musikdirektor des Varietéorchesters in Peshkopia, daraufhin übernahm er für ein Jahr die Direktion im Ali-Kelmendi-Kulturpalast. Bis 1994 war er Lehrer am Kunstlyzeum „Jordan Misja“ in Tirana.
Von 2006 bis 2008 war er stellvertretender Direktor bei Radio Televizioni Shqiptar, seit 2010 arbeitet er dort als Musikproduzent. In den Jahren 2005, 2006, 2010 und 2012 war er künstlerischer Leiter des Festivali i Këngës.
2003 gewann Anjeza Shahini mit dem von ihm komponierten und von Agim Doçi getexteten Titel Imazhi yt das 42. Festivali i Këngës. Unter dem Titel The Image of You war es der erste Titel, den Albanien zum Eurovision Song Contest entsandte. Das Land erreichte den siebten Platz, welcher bis 2012 das beste Ergebnis für Albanien beim Wettbewerb darstellte. 2008 gewann er das Festival erneut, wobei der Text erneut von Doçi stammte. Der Titel Më merr në ëndërr wurde von Kejsi Tola beim Eurovision Song Contest 2009 in seiner englischen Fassung Carry Me In Your Dreams gesungen und erreichte den 17. Platz.
Er komponierte und produzierte für bekannte Folksänger wie Irini Qirjako, Eli Fara, Hysni Zela und Petrit Lulo. Im Bereich der Popmusik arbeitete er mit Aleksandër Gjoka, Manjola Nallbani, Aurela Gaçe, Jonida Maliqi, Ledina Çelo und vielen weiteren zusammen. Zhulali produzierte etwa 30 Alben, komponierte 400 Lieder und arrangierte mehr als 500.
Zhulali schrieb über 100 Lieder, welche den Kosovokrieg behandelten. In 21 europäischen Ländern gab er 81 Benefizkonzerte, welche auf die Situation des Kosovo aufmerksam machten. 2016 wurde er hierfür vom kosovarischen Staatspräsidenten Hashim Thaçi ausgezeichnet.
Für den Film Dashuria e Bjeshkëve të Nemuna komponierte er 1997 die Musik.
Sein Bruder Safet Zhulali war von 1992 bis 1997 der Verteidigungsminister von Albanien.